# Защитени територии в България
Защитени територии в България е обобщено понятие, обхващащо всички паркове, резервати, забележителности, защитени местности и защитени зони, които имат отношение към опазването на природната среда. 
Два закона регламентират статута на защитените територии в България:
- Закон за защитените територии[1]
- Закон за биологичното разнообразие[2]

Текущият закон за защитените територии в България е приет през 1998 г. с последна промяна от 23 декември 2022 г..
Териториите попадащи под закрилата на този закон представляват около 5% от цялата територия на Република България. В защитените територии влизат над 7% от територията на горските площи.
Законът за биологичното разнообразие е сравнително по-нов, приет е през 2002 г, с последна промяна през 2017 г.
Политиката по поддържане и управление на защитените територии се осъществява от Министерството на околната среда и водите, както и на неговите органи в съответните райони. Управлението и защитата на защитени територии, които не са държавна собственост, е задача на Министерството на земеделието и горите.

## История
Първата защитена територия в България е местността Храстево (Растьово). Тя е била обявена с Постановление №12976 от 12.09.1931 г. на Министерството на земеделието и държавните имоти (МЗДИ) и отменена през 1944 година с Постановление № 490 от 13 януари 1944 г. на МЗДИ. Тази информация е нова и променя представите ни за историята на природозащитата в България, защото във всички литературни източници като първа защитена територия в страната се посочва резервата „Горна Еленица-Силкосия“, известен от 1936 година само като „Силкосия“, който е обявен на 29.06.1933 год.
През 1934 г. е обявен първият природен парк не само в България, но и на Балканския полуостров – Витоша.

## Защитени територии в България съгласно Закона за защитените територии
Съгласно закона категориите защитени територии в България са:
1. резерват;
2. национален парк;
3. природна забележителност;
4. поддържан резерват;
5. природен парк;
6. защитена местност.

### Резервати
За резервати се обявяват образци от естествени екосистеми, включващи характерни и/или забележителни диви растителни и животински видове и местообитанията им.
В България съществуват 55 резервата с обща площ 77 124,05 хектара.
Обявяването на дадена територия за резерват или национален парк може да стане само след приета от Народното събрание промяна на закона.

### Национални паркове
- Рила
- Пирин
- Централен Балкан

### Природни забележителности
За природни забележителности се обявяват характерни или забележителни обекти на неживата природа, като скални форми, скални разкрития с научна стойност, земни пирамиди, пещери, понори, водопади, находища на вкаменелости и минерали, пясъчни дюни и други, които са с изключителна стойност поради присъщата им рядкост, представителност, естетичност или които имат значение за науката
и културата.
В България има обявени 352 природни забележителности (към август 2023 год.).
Пълен списък можете да намерите в основната статия по тази тема, както и в Регистъра на защитените територии и защитените зони в България на страницата на ИАОС.

### Поддържани резервати
За поддържани резервати се обявяват екосистеми, включващи редки и/или застрашени диви растителни и животински видове и местообитанията им. Към днешна дата (2023 год.) поддържаните резервати в България са 35 броя.

### Природни паркове
За природни паркове се обявяват територии, включващи разнообразни екосистеми с многообразие на растителни и животински видове и на техните местообитания, с характерни и забележителни ландшафти и обекти на неживата природа. В България има 11 бр. природни парка.

### Защитени местности
За защитени местности се обявяват:
1. територии с характерни или забележителни ландшафти, включително такива, които са резултат на хармонично съжителство на човека и природата;
2. местообитания на застрашени, редки или уязвими растителни и животински видове и съобщества.

Към 2023 год. защитените местности в България са 587. Някои от по-известните са:

## Защитени територии по смисъла на Закона за биологичното разнообразие
В този закон се използва термина "Защитени зони". Познати са и като Защитени зони от Натура 2000. Първоначалният списъкът е приет от Министерски Съвет с Решение № 122 от 2.03.2007 г.
Тези зони се разделят най-общо на два вида:
- За опазване на типовете природни местообитания по Директива 92/43/ЕИО на Съвета за опазване на естествените местообитания и на дивата флора и фауна (ЗЗ по директивата за местообитанията); В България има 220 зони по тази директива.
- За опазване на местообитания на видове по Директива 79/409/ЕИО на Съвета относно опазването на дивите птици (ЗЗ по директивата за птиците). По тази директива в България са отбелязани 107 зони.

Има още 13 зони в България, които попадат под юрисдикцията и на двете директиви. Пълен списък, както и описание на всяка една зона, можете да намерите на сайта на ИАОС.

## Биосферни резервати в България по програма на ЮНЕСКО
България се присъединява към програмата на ЮНЕСКО „Човекът и биосферата“  през 1977 г., като обявява 17 от вече съществуващите резервати за биосферни резервати. След това по различни причини повечето от тях са загубили този статут, като на по-голямата част членството е прекратено в периода 2017 – 2020 год.
Към 2023 год. в България съществуват 4 биосферни резервата (парка) включени в тази програма . Територията на биосферните паркове обхваща както съществуващи резервати, така и преходни зони - прилежаща земя или акватория, които не се квалифицират като защитени територии съгласно българските закони. Така например територията на цялата община Силистра е включена в Биосферен резерват "Сребърна" като преходна зона (англ. transitional zone).
| Биосферен резерват        | Година на обявяване за биосферен резерват (с добавена година на изключване от списъка или на подновяване на членството) | Година на периодичен преглед |
| Али ботуш                 | 1977. Изключен през 2020                                                                                                | 2016                         |
| Бистришко бранище         | 1977. Изключен през 2021                                                                                                | 2016                         |
| Дупката                   | 1977. Изключен през 2017                                                                                                |                              |
| Баюви дупки – Джинджирица | 1977. Изключен през 2020                                                                                                | 2016                         |
| Камчия                    | 1977. Изключен през 2017                                                                                                |                              |
| Купена                    | 1977. Изключен през 2017                                                                                                |                              |
| Мантарица                 | 1977. Изключен през 2020                                                                                                | 2016                         |
| Маричини езера            | 1977. Изключен през 2002                                                                                                |                              |
| Узунбаджак                | 1977 (Подновено членство през 2017)                                                                                     | 2017                         |
| Парангалица               | 1977. Изключен през 2020                                                                                                | 2016                         |
| Сребърна                  | 1977 (Подновено членство през 2017)                                                                                     | 2017                         |
| Червената стена           | 1977 (Подновено членство през 2017)                                                                                     | 2017                         |
| Чупрене                   | 1977. Изключен през 2021                                                                                                | 2016                         |
| Централен Балкан          | 2017 (Включва резерватите: Стенето, Царичина, Джендема и Боатин)                                                        |                              |

## Защитени територии по смисъла на Рамсарската конвенция за влажните зони (Рамсарски места)
В списъка на Конвенцията за влажните зони с международно значение, България е представена с 11 влажни зони, с обща площ 49 912,43 ха, представляващи 0,45 % от територията на страната. Тези зони препокриват защитени територии по един или и по двата закона – Закона за защитените територии и Закона за биологичното разнообразие. На практика те не представляват допълнителни защитени територии от вече утвърдените със закон.
Влажни зони с международно значение (Рамсарски места): „Атанасовско езеро”, „Комплекс Беленски острови”, „Дуранкулашко езеро”, „Остров Ибиша”, „Шабленско езеро”, „Местността Пода”, „Поморийско езеро”, „Комплекс Ропотамо”, „Езеро Сребърна”, „Езеро Вая” и „Карстов комплекс Драгоманско блато“.